# Nikola Sarić
Nikola Sarić (Sarajevo, 6 gennaio 1991) è un calciatore bosniaco naturalizzato danese, attaccante dell'AB Tårnby.

## Carriera

### Club
In carriera conta 4 presenze nella prima divisione danese, 4 presenze nella prima divisione croata e una presenza nei turni preliminari di UEFA Europa League.

### Nazionale
Conta numerose presenze con nazionali minori danesi.

## Statistiche

### Cronologia presenze e reti in nazionale
| Cronologia completa delle presenze e delle reti in nazionale ― Danimarca under 19 | Cronologia completa delle presenze e delle reti in nazionale ― Danimarca under 19 | Cronologia completa delle presenze e delle reti in nazionale ― Danimarca under 19 | Cronologia completa delle presenze e delle reti in nazionale ― Danimarca under 19 | Cronologia completa delle presenze e delle reti in nazionale ― Danimarca under 19 | Cronologia completa delle presenze e delle reti in nazionale ― Danimarca under 19 | Cronologia completa delle presenze e delle reti in nazionale ― Danimarca under 19 | Cronologia completa delle presenze e delle reti in nazionale ― Danimarca under 19 |
| Data                                                                              | Città                                                                             | In casa                                                                           | Risultato                                                                         | Ospiti                                                                            | Competizione                                                                      | Reti                                                                              | Note                                                                              |
| --------------------------------------------------------------------------------- | --------------------------------------------------------------------------------- | --------------------------------------------------------------------------------- | --------------------------------------------------------------------------------- | --------------------------------------------------------------------------------- | --------------------------------------------------------------------------------- | --------------------------------------------------------------------------------- | --------------------------------------------------------------------------------- |
| 8-9-2009                                                                          | Eksjö                                                                             | Svezia under 19                                                                   | 0 – 3                                                                             | Danimarca under 19                                                                | Amichevole                                                                        | 1                                                                                 | 67’                                                                               |
| 10-9-2009                                                                         | Hultsfred                                                                         | Svezia under 19                                                                   | 3 – 1                                                                             | Danimarca under 19                                                                | Amichevole                                                                        | -                                                                                 | 59’                                                                               |
| 31-3-2010                                                                         | Nœux-les-Mines                                                                    | Francia under 19                                                                  | 2 – 0                                                                             | Danimarca under 19                                                                | Amichevole                                                                        | -                                                                                 |                                                                                   |
| Totale                                                                            |                                                                                   | Presenze                                                                          | 3                                                                                 |                                                                                   | Reti                                                                              | 1                                                                                 |                                                                                   |